# 알렉산드라 웬트워스
알렉산드라 웬트워스(Alexandra Wentworth, 1965년 1월 12일 ~ )는 미국의 배우, 코메디언, 작가이다.

## 출연 작품
- 우리가 사랑한 시간 (2013)
- 사랑은 너무 복잡해 (2009)
- 더 레이트 레이트 쇼 위드 크레이그 퍼거슨 (2005)
- 콜 미 산타클로스 (2001)
- 미팅 대디 (2000)
- 아메리칸 버진 (2000)
- 뛰는 백수, 나는 건달 (1999)
- 펠리시티 (1998)
- 러브 버그(영어판) (1997)
- 리얼 브론드 (1997)
- 트라이얼쇼 (1997)
- 제리 맥과이어 (1996)